# 胡仙案
胡仙案事件發生於1998年3月17日，有關一宗3名星島集團行政人員的貪污案件，但最終因為律政司司長干預而沒有起訴涉案人胡仙。

## 事件發展
廉政公署拘捕星島集團3名現任或前任行政人員，指控他們誇大《英文虎報》和《星期日英文虎報》的發行量，串謀詐騙廣告客戶。星島集團主席兼大股東胡仙女士被當局認定是串謀者。然而到起訴時，律政司司長梁愛詩以證據不足和公眾利益為理由，決定不檢控胡仙。其餘三人最後被判處入獄四至六個月。
律政司司長梁愛詩被指偏袒胡仙，因為其餘被告的起訴書中，起訴的罪行中有「與胡仙合謀」等字眼。當局考慮的「公眾利益」包括一旦胡仙被起訴，星島集團的2000名員工可能會失業。民主派認為事件嚴重衝擊香港法治，一些人認為胡仙與中共的關係使她能被免於起訴。但亦有部分團體認為此決定合理。
事後，香港大律師公會在1999年2月10日發表聲明，對律政司就胡仙案件拒絕尋求獨立的法律意見表示遺憾。在3月5日的聲明中，公會更指責「特區政府最近一連串的行為，令人感到它已將秉行公義必須有目共睹這原則拋諸腦後。律政司司長交代決定不起訴星島集團主席胡仙，並否決向外尋求獨立法律意見的提議，以及她向終審法院申請澄清有關無證兒童一案判詞的手法，便是兩個明顯的例子。特區政府不斷為這些事件的態度辯護，只會加深大眾對法律制度能否秉行公義有著猜疑。」 在3月10日，法律界立法會議員吳靄儀在立法會提出對梁愛詩的不信任動議。議案雖然在親政府陣營的反對下遭到否決，但自由黨黨員夏佳理亦中途離場表達對梁愛詩不滿。
2013年11月前刑事檢控專員江樂士接受報章訪問時透露，當時他曾認為有足夠證據起訴胡仙，並向梁愛詩建議起訴胡仙，不過被梁愛詩推翻。江樂士與對方討論後，接受有其他恰當做法，並相信梁愛詩的決定並無私心，否則自己當時會辭職抗議。